# Louise Seguin
Louise Seguin fou la primera dona europea en viatjar a la regió antàrtica, disfressada com un noi durant el viatge d'Yves Joseph de Kerguelen de Trémarec el 1772-1773. Va explorar les illes Kerguelen amb la tripulació del Roland, la seva presència es va fer servir per a desacreditar a Kerguelen.